# Апостол Онисифор
Апостол Онисифор (грч. Ὀνησιφόρος) био је један од седамдесет Христових апостола. Апостол Павле га спомиње у својој Другој посланици Тимотеју (2 Тим 1,16; 4,19). 
Био је епископ града Кира у Сирији.
Православна црква га прославља 7. септембра и 8. децембра по јулијанском календару.